# Konksnegl
Konksneglen (Buccinum undatum), også kaldet konk eller konkylie, er en op til 14 centimeter høj forgællesnegl, der lever på sandet eller stenet bund i Nordatlanten. I Danmark er den almindelig i alle farvande, fra ganske lavt vand til 100 meters dybde. Små skaller er rødlige, mens de større er mere grå.
Konksnegle spises nogle steder i Europa, fx Belgien, som en delikatesse. De anvendes desuden som agn til fiskeri. Sneglen må ikke forveksles med arten Liomesus ovum, der kaldes "almindelig konk".

## Føde
Konksneglen er en rovsnegl, der lever af muslinger, svækkede dyr eller dyr, der på anden måde ikke kan forhindre et angreb. Den æder ikke råddent kød.
Den kan gøre skade ved at æde fisk, især fladfisk, der er fanget i garn.

## Æg
Æggene lægges i kapsler, der klæbes sammen til svampeagtige ægmasser, der ligger frit på havbunden. Ofte ses sådanne ægmasser skyllet op på stranden. Der kan være over 1.000 kapsler klæbet sammen, der dog vil stamme fra forskellige moderdyr. I hver kapsel lægges cirka 1.000 æg, hvoraf de fleste er "næringsæg". Kun cirka 30 æg udvikles, men allerede inden klækningen æder de, foruden næringsæggene, også af hinanden, så der i alt kun klækker omkring 10 unger fra hver kapsel. Sneglen har ikke noget pelagisk stadium.